# Ehrenplakette der Kampfgruppe z. b. V. 105
Die Ehrenplakette der Kampfgruppe z. b. V. 105 war eine nichttragbare Auszeichnung der deutschen Luftwaffe während des Zweiten Weltkrieges, die vom Kampfkommandeur dieser Gruppe, Oberstleutnant Emil Deffner, zwischen Januar und August 1942 gestiftet wurde. Zu diesem Zeitpunkt blickte die Kampfgruppe z. b. V. 105 bereits auf Versorgungsflugeinsätze in Narvik und Kreta zurück. Weitere Einsätze erfolgten im Zuge der Schlacht um Stalingrad, an der die Kampfgruppe vom 23. November 1942 bis 2. Februar 1943, zusammen mit anderen Luftwaffenverbänden, die Versorgung der eingeschlossenen Truppen aus der Luft unterstützte.
Die hochrechteckige Plakette aus Zink gefertigt, zeigt auf ihrer Vorderseite im unteren Drittel die grobe und unsaubere Reliefdarstellung Europas mit seinen Landesgrenzen von Anfang 1938, da auf ihr noch die Staaten Österreich, Tschechoslowakei und Polen zu sehen sind. Beginnend ab den nordischen Staatenabbildungen wie Schweden und Norwegen nimmt den Großteil der Plakette die Darstellung eines Benzinfasses ein, dass mit mächtigen Adlerschwingen versehen ist und das Wappen der Kampfgruppe z. b. V. 105 widerspiegelt. Links davon ist die nach außen gerichtete Inschrift: NARVIK KRETA zu lesen und rechts des geflügelten Fasses der Name KAMPFGRUPPE Z.B.V.105.